# アマチュア無線の国際運用

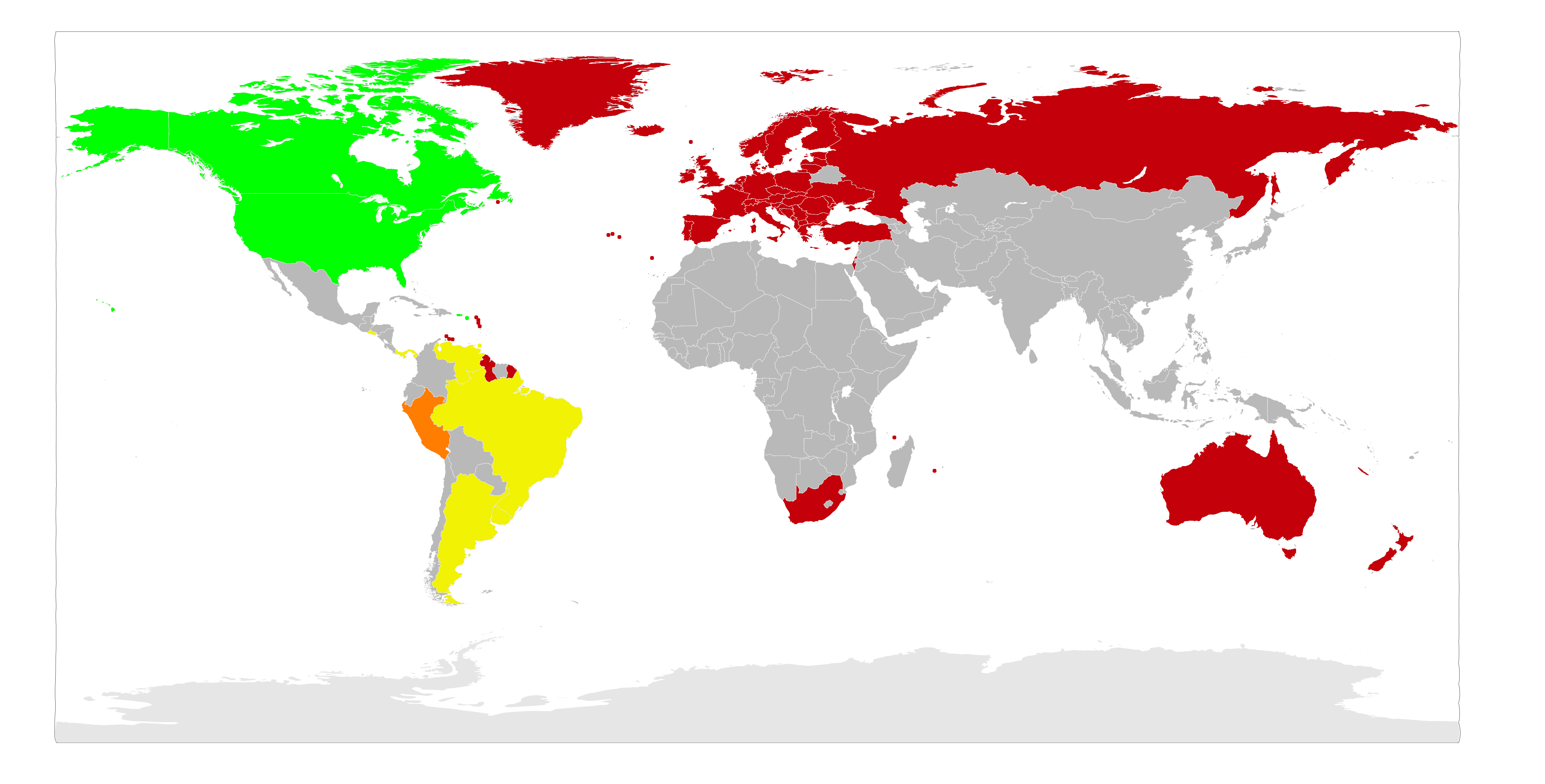
国ごとの相互協定加盟状況
CEPT加盟国
IARP加盟国
CEPT・IARP加盟地域
アメリカとカナダ

アマチュア無線の国際運用とは、各国間の条約・協定等により免許国以外でのアマチュア無線局の運用を可能とする制度等を用いて外国でアマチュア無線局を運用することである。

## 概要
無線局の運用の許可は各国の主権によるものであり、各国法律で厳しく定めている。例えば日本では原則として外国人には無線局を免許をしない。
しかし、アマチュア無線についてはその性質から他国のアマチュア無線従事者としての資格を認めアマチュア無線局が免許される。
同様の制度が諸外国にも存在し、その制度を利用して外国からアマチュア無線をすることが可能である。
多くの国では二国間条約や相互協定によってその制度を実現しているが、台湾やパラオなどのように相互協定を結んでいなくてもその国の主管庁の好意により外国人によるアマチュア無線局の運用を認める場合もある。

## 日本と相互運用協定を結んでいる国

### アメリカ
日本のアマチュア無線局で許可されている周波数、モード、バンドでかつアメリカの最上級資格であるAmateur Extra Classの操作範囲で運用が可能である。
このとき、事前の申請や別の許可は必要なく、コールサインはアメリカの地域別のプリフィックスと"／"を日本のコールサインの前につけたものを使用する。ただしアメリカのアマチュア無線資格を有している場合は日本のアマチュア無線免許をもとにした運用は認められない。

### カナダ
運用開始希望日の3ヶ月前までに必要書類を添えて申請する。

### ドイツ
事前に申請する。

### フランス
3ヶ月以内の滞在であれば許可を得る必要はなく、"F/日本のコールサイン/P"の形式のコールサインを使用する。

### オーストラリア
事前申請は必要なく、自分の資格がオーストラリアのどの資格に該当するか確認するだけでいい。日本のコールサインの後に"/VK#"(#にはオーストラリア国内での地域を示す番号)をつけて運用する。ただし入国してから80日以内の運用でなればならない。

### 韓国
事前に必要書類を郵送して申請することで5年間有効なライセンスが発給される。コールサインは韓国のアマチュア局と同様の形式のコールサイン"HL#Z**"が発給される。

### ニュージーランド
90日以内の滞在であれば許可を得る必要はない。

その他フィンランド、アイルランド、ペルー、インドネシアと相互運用協定を結んでいる。

## 日本と相互運用協定を結んでいないが免許される国

### 台湾
日本の無線従事者免許証、無線局免許状をもとに事前に申請する。この際、申請する者は台湾のアマチュア無線連盟(中華民國業餘無線電促進會：CTARL)に所属しているものでなければならない上、免許発給後も台湾の無線従事者免許を持ったものの監督がなければ運用してはならない、日本から自分で持ち込んだ無線機を使用することはできないなどの条件が課される。コールサインについては従来は"BW#/日本のコールサイン"の形式であったが近年ではエリアナンバーの部分がなくなり"BW/日本のコールサイン"の形式が発給される。

### パラオ
事前に申請する。手数料の支払額に応じてコールサインを選択することもできる。

## 欧州郵便電気通信主管庁会議加盟国
第一級アマチュア無線技士に限り、事前に総務省からHAREC(Harmonised Amateur Radio Examination Certificate:統一アマチュア無線試験証明書)を得ることで欧州郵便電気通信主管庁会議勧告T/R61-02を採択した国においてアマチュア無線技士としての資格を認められる。ただし、これはアマチュア無線技士としての資格を認めるもので、アマチュア無線局の免許については各国の国内法に基づき別途得る必要がある。

## 公海、公空、宇宙空間での運用

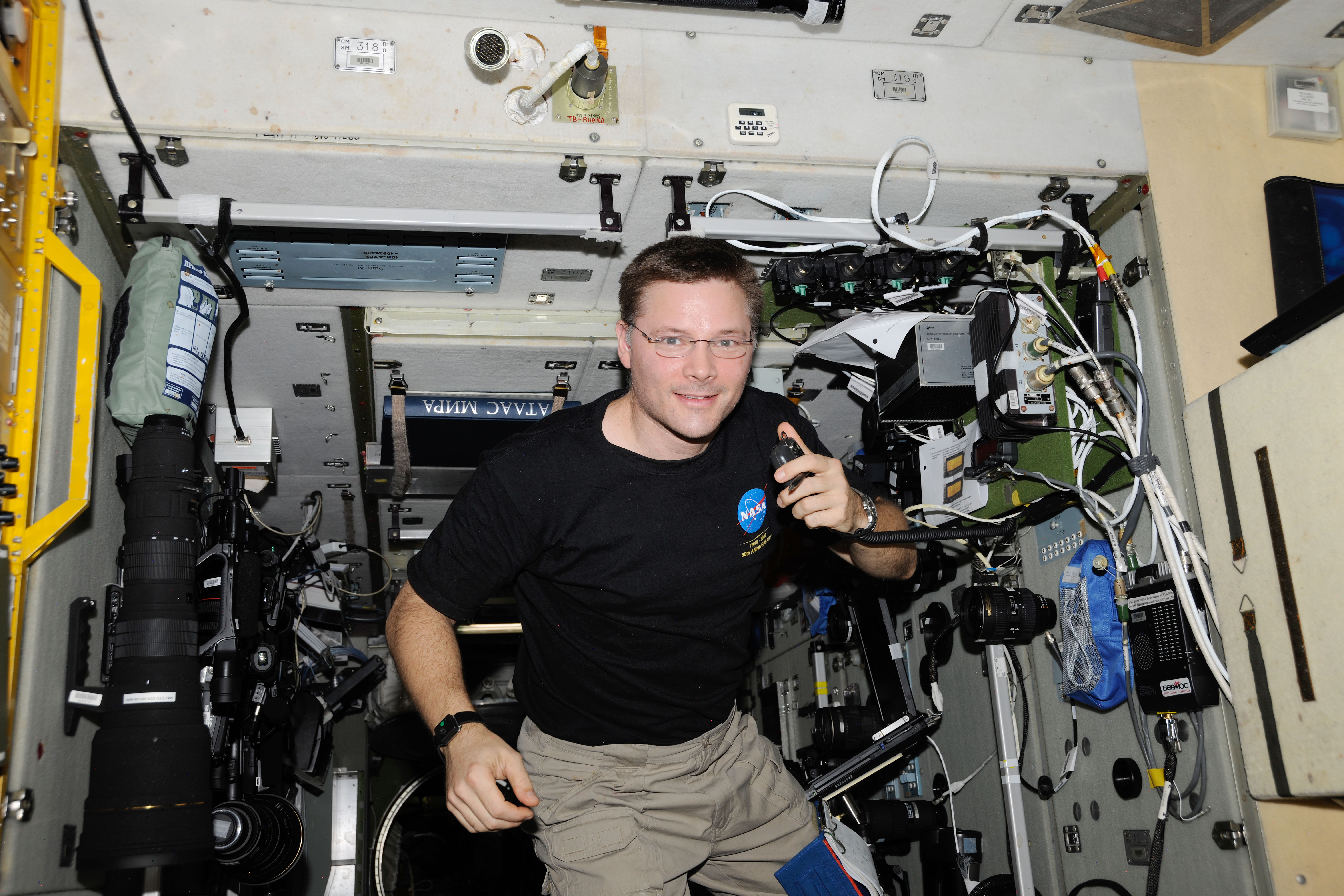
NASAの宇宙飛行士が、ISSのアマチュア無線局NA1SSを運用しているところ

### 公海と公空
公海または公空では、乗っている船または飛行機の国籍の主管庁の免許が必要となる。また、別途船または飛行機のキャプテンによる許可も必要である。

### 南極
南極は南極条約によりいずれの国の領土でもないとみなされているため、いずれの国のアマチュア無線の免許も認められる。ただし、各国の南極基地内では、その基地を管轄する国家の主管庁による免許が必要となる。

### 宇宙空間
電波法ではアマチュア衛星関係を除き、宇宙空間におけるアマチュア無線局の運用について規定がない。

## DXペディション
DXペディションとは、アマチュア無線で遠距離通信を意味する"DX"と英語で遠征を意味する"Expedition"からなる造語で、アマチュア無線局がいないあるいは極端に少ない地域、島などにアマチュア無線家が行き、アマチュア無線の遠征運用をすることである。
DXペディションも国際運用の一種であるが、多くの場合環境保護や政治的理由等により一般には立ち入りが許可されない島・地域、政治的理由でアマチュア無線の運用を認めていない国等で行われるものであり、一般的な国際運用以上に高度な政治的交渉が必要となる。